# James Barnes (compositeur)
Pour les articles homonymes, voir James Barnes et Barnes.
James Charles Barnes, né le 9 septembre 1949 à Hobart, Oklahoma (États-Unis) est un compositeur américain.

## Biographie
Barnes a étudié la composition et la théorie musicale à l'Université du Kansas, obtenant un baccalauréat en musique en 1974 et une maîtrise (équivalent sémantique du "master" aujourd'hui en France) en musique en 1975. Il a étudié la direction d'orchestre en privé avec Zuohuang Chen. En 1977, il rejoint la faculté de l'Université du Kansas en tant que professeur de théorie musicale et de composition. Il a pris sa retraite en août 2015 mais conserve son statut émérite.
Barnes est également tubiste et s'est produit avec de nombreuses organisations professionnelles aux Etats-Unis.
Ses nombreuses compositions sont fréquemment jouées en Amérique, en Europe, au Japon, à Taïwan et en Australie. L'orchestre harmonique Kosei de Tokyo a produit à ce jour 3 CD comprenant des œuvres de Barnes.
Le compositeur a reçu à deux reprises le prix Ostwald de l'American Bandmasters Association (en) pour la musique d'harmonie contemporaine.

## Œuvres

### Orchestre d'harmonie
- Prélude solennel pour orchestre symphonique, op. 114
- Une lumière dans le désert
- Une ouverture très américaine, op. 93
- All Pleasant Things - commandé par le Northshore Concert Band
- Ouverture d'Alvamar, op. 45
- Ouverture des Appalaches, op. 51
- Arioso pour groupe symphonique
- Soliloque d'automne pour hautbois et orchestre d'harmonie
- Belle Orégon
- Breckenridge
- Suite Brookshire
- Refuge des Caraïbes
- Carnaval de São Paulo
- Ouverture de la célébration du centenaire
- Ouverture de la tour du siècle
- Choral et Jubiloso
- Prélude choral sur un air folklorique allemand, op. 61
- Citadelle (2015)
- Credo (2016)
- Concerto pour tuba et harmonie
- porte croisée
- Dance Variants - commandé par le Honolulu Wind Ensemble
- Danza Sinfonica
- Poursuite désespérée
- Célébration du parc Dexter (2017)
- Dream Journey (un poème symphonique pour orchestre symphonique), op. 98
- Rêveurs...
- Docteur Who
- Duo concertant, op. 74
- Crête d'aigle
- Ouverture d' Eagle Bend pour orchestre
- Marche du centenaire d'Eisenhower
- Fanfare et Caprice
- Fanfares et alléluias
- Variations fantastiques sur un thème de Nicolo Paganini (1988)
- Festival Concert Mars
- Musique festive pour Singapour
- Ouverture Foxfire pour orchestre symphonique, op. 111
- Air folklorique allemand
- Laiton Doré
- Ouverture du Festival d'or, op. 95
- Portrait de Heatherwood
- Ouverture des hautes plaines
- Marche du centenaire de Hobart
- Parc des chasseurs
- Point d'inspiration
- Inventions sur les chansons de marche
- Invocation et Toccata
- Impressions du Japon
- Ouverture de jubilation
- Légende
- Plage Solitaire Normandie 1944
- Longue ligne grise
- Maracas de Caracas
- Mars Kawasaki
- Meadowlark, une pastorale
- Pavillon de médecine
- Claves des Mojaves
- Musique de "Girl Crazy" de George Gershwin
- Nulli Secundus mars
- Omaggio
- Danses païennes
  1. Rituel
  2. Mystiques
  3. Le maître de l'épée
- Intermède poétique
- Vaurien
- Essai Rhapsodique ; Rassemblement des Aigles
- Fête de la rivière
- Romança
- Ouverture Spitfire
- Prés de pierre
- Saga du tournesol
- Essai symphonique, op. 133
- Ouverture Symphonique, Op. 80
- La vieille garde
- Les fusils Pershing
- Le belvédère d'argent
- Les Texans
- Toccata Fantastique
- Danse de la torche
- Saga Trailridge
- Sentier des larmes
- Hommage, op. 134
- Trompettes et tambours
- Ouverture de Twin Oaks pour orchestre
- Valeur
- Variations sur un hymne morave
- Visions Macabres
- Ouverture de Westport
- Ouverture de Westridge
- Bleu sauvage là-bas
- Ouverture de Wildwood
- Yama Midori (Montagnes Vertes)
- Ballade du Yorkshire

#### Symphonies
- Deuxième Symphonie, Op. 44
  1. Élégie
  2. Variazioni Interrotte
  3. Final
- Troisième Symphonie - "La Tragique", Op. 89
  1. Lent. Allegro ritmico
  2. Scherzo
  3. Fantaisie - Mesto (pour Natalie)
  4. Finale - Allegro giocoso
- Quatrième Symphonie - "Yellowstone Portraits", Op. 103b
  1. Aube sur la rivière Yellowstone
  2. Scherzo d'antilope
  3. Point d'inspiration (chutes de la tour)
- Cinquième Symphonie "Phénix", Op. 110
  1. Éloge
  2. Scherzo
  3. Rêverie
  4. Jubilation
- Sixième symphonie, op. 130 (écrit pour le Lake Braddock High School Symphonic Band)
  1. Andante, ma non troppo
  2. Adagio
  3. Allegro énergétique
- Septième Symphonie - "Requiem Symphonique", Op. 135
  1. Prologue - Le nid de frelons (Shiloh, avril 1862)
  2. Marye's Heights (Fredericksburg, décembre 1862)
  3. Longstreet's Assault (Le troisième jour à Gettysburg, juillet 1863)
  4. Apothéose (Appomattox, 1865)
- Huitième Symphonie - "pour Wangen", op. 148 (écrit pour le 1200 anniversaire de Wangen im Allgäu en 2015, première le 20 mars 2015 à Wangen im Allgäu par Stadtkapelle Wangen sous la direction de James Barnes.)
- Neuvième Symphonie - "Elegy", Op. 160 (commandée par un consortium de vingt-et-un groupes universitaires, dont le University of North Texas Symphonic Band, des groupes communautaires, des groupes professionnels et des particuliers pour aider à marquer le 70e anniversaire du compositeur.)
  1. Élégie
  2. Scherzo
  3. Musique de nuit
  4. Final